# Saya Aizawa
Saya Aizawa (会沢 紗弥 Aizawa Saya?, 9 de septiembre de 1999) es una actriz de voz japonesa afiliada a Stardust Promotion. Es conocida por sus papeles de Hiromi Seki en Cinderella Girls Gekijou, Chiharu Andō en Chio-chan no Tsuugakuro, Shizuri Castiella Kasugaya en Strike the Blood, y Yuzuki Tachibana en Taishou Otome Otogibanashi.

## Filmografía
Los papeles principales están en negrita

### Anime

#### Series de televisión
| Año  | Título                                                           | Rol                 | Refs.         |
| ---- | ---------------------------------------------------------------- | ------------------- | ------------- |
| 2017 | Seiren                                                           | Rin Sanjō           | [ 5 ]         |
| 2017 | Cinderella Girls Gekijou 2nd Season                              | Hiromi Seki         | [ 6 ]         |
| 2018 | Cinderella Girls Gekijou 3rd Season                              | Hiromi Seki         | [ 6 ]         |
| 2018 | Chio-chan no Tsuugakuro                                          | Chiharu Andō        | [ 2 ]         |
| 2019 | Rifle Is Beautiful                                               | Kozakura Konno      | [ 5 ]         |
| 2020 | Kaguya-sama wa Kokurasetai? Tensai-tachi no Ren'ai Zunōsen       | Estudiante femenina | [ 5 ]         |
| 2020 | Toaru Kagaku no Railgun T                                        | Estudiante femenina | [ 5 ]         |
| 2020 | Monster Musume no Oisha-san                                      | Arpía A             | [ 5 ]         |
| 2020 | Higurashi no Naku Koro ni Gou                                    | Camarera            | [ 5 ]         |
| 2021 | Horimiya                                                         | Chica de secundaria | [ 5 ]         |
| 2021 | Mushoku Tensei: Isekai Ittara Honki Dasu                         | Norn Greyrat        | [ 7 ]         |
| 2021 | Tensura Nikki: Tensei Shitara Slime Datta Ken                    | Kokobu              | [ 5 ]         |
| 2021 | Mushoku Tensei: Isekai Ittara Honki Dasu Part 2                  | Norn Greyrat        | [ 8 ]         |
| 2021 | Taishou Otome Otogibanashi                                       | Yuzuki Tachibana    | [ 4 ]         |
| 2021 | Mieruko-chan                                                     | Monstruo            | [ 5 ]         |
| 2021 | Selection Project                                                | Suzune Sakurai      | [ 5 ]         |
| 2022 | Shokei Shōjo no Virgin Road                                      | Milly               | [ 9 ]         |
| 2022 | Machikado Mazoku: 2-choume                                       | Nagayama            | [ 10 ]        |
| 2022 | Kunoichi Tsubaki no Mune no Uchi                                 | Kagetsu             | [ 11 ]        |
| 2022 | Engage Kiss                                                      | Kisara              | [ 12 ]        |
| 2022 | Kage no Jitsuryokusha ni Naritakute!                             | Sherry Barnett      | [ 13 ]        |
| 2023 | Inu ni Nattara Suki na Hito ni Hirowareta.                       | Karen Inukai        | [ 14 ]        |
| 2023 | Kawaisugi Crisis                                                 | Kasumi Yanagi       | [ 15 ]        |
| 2023 | Eiyū Kyōshitsu                                                   | Quatre              | [ 16 ]        |
| 2023 | Beyblade X                                                       | Monokero            | [ 17 ]        |
| 2023 | Potion-danomi de Ikinobimasu!                                    | Eme                 | [ 18 ]        |
| 2024 | Chiyu Mahō no Machigatta Tsukai-kata                             | Amako               | [ 19 ]        |
| 2024 | Yūki Bakuhatsu Bang Bravern                                      | Lulu                | [ 20 ]        |
| 2024 | Mushoku Tensei II: Isekai Ittara Honki Dasu Part 2               | Norn Greyrat        | [ 21 ] [ 22 ] |
| 2024 | Kaii to Otome to Kamikakushi                                     | Nodoka Ametsuchi    | [ 23 ]        |
| 2024 | Tokidoki Bosotto Russia-go de Dereru Tonari no Alya-san          | Ayano Kimishima     | [ 24 ]        |
| 2024 | Elf-san wa Yaserarenai.                                          | Seiren              | [ 25 ]        |
| 2024 | Isekai Shikkaku                                                  | Aria                | [ 26 ]        |
| 2025 | NEET Kunoichi to Nazeka Dōsei Hajimemashita                      | Hina Izumi          | [ 27 ]        |
| 2025 | Kijin Gentōshō                                                   | Natsu               | [ 28 ]        |
| 2025 | Uma Musume Cinderella Gray                                       | Mejiro Ardan        | [ 29 ]        |
| 2025 | Hibi wa Sugiredo Meshi Umashi                                    | Nana Hoshi          | [ 30 ]        |
| 2025 | Clevatess                                                        | Luna                | [ 31 ]        |
| 2025 | Silent Witch: Chinmoku no Majo no Kakushigoto                    | Monica Everett      | [ 32 ]        |
| 2025 | Futari Solo Camp                                                 | Saya Ōzora          | [ 33 ]        |
| 2025 | Sawaranaide Kotesashi-kun                                        | Izumi Sumiyoshi     | [ 34 ]        |
| 2026 | Tokidoki Bosotto Russia-go de Dereru Tonari no Alya-san Season 2 | Ayano Kimishima     | [ 35 ]        |

#### Películas
| Año  | Título        | Rol  | Refs. |
| ---- | ------------- | ---- | ----- |
| 2016 | Orange: Mirai | Haru | [ 4 ] |

#### ONAs
| Año  | Título                                                        | Rol                 | Refs.  |
| ---- | ------------------------------------------------------------- | ------------------- | ------ |
| 2016 | Cinderella Girls Gekijou: Kayou Cinderella Theater 2nd Season | Hiromi Seki         | [ 9 ]  |
| 2025 | Bullet/Bullet                                                 | Slaughterhouse Emma | [ 36 ] |

#### OVAs
| Año  | Título                 | Rol                        | Refs.  |
| ---- | ---------------------- | -------------------------- | ------ |
| 2020 | Strike the Blood IV    | Shizuri Castiella Kasugaya | [ 3 ]  |
| 2022 | Strike the Blood Final | Shizuri Castiella Kasugaya | [ 37 ] |

### Videojuegos
| Año  | Título                                                   | Rol                   | Refs. |
| ---- | -------------------------------------------------------- | --------------------- | ----- |
| 2017 | Trickster: Shōkan Samurai ni Naritai                     | Rosalyn               | [ 5 ] |
| 2017 | Gyakuten Othellonia                                      | Rinalia               | [ 5 ] |
| 2017 | Cinderella Girls Gekijou                                 | Hiromi Seki           | [ 5 ] |
| 2018 | Ange Vierge: Girls Battle                                | Sealum 999            | [ 5 ] |
| 2018 | Sōten no Skygalleon                                      | Sicily                | [ 5 ] |
| 2018 | Kōsei Shōjo: Do The Scientists Dream of Girls' Asterism? | D. Argedi             | [ 5 ] |
| 2019 | For Whom the Alchemist Exists                            | Suey                  | [ 5 ] |
| 2019 | Megido 72                                                | Beval                 | [ 5 ] |
| 2019 | Z/X Code OverBoost                                       | Pectilis              | [ 5 ] |
| 2020 | Kōya no Kotobuki Hikōtai: Ōzora no Take Off Girls!       | Madoka, Chiyo         | [ 5 ] |
| 2020 | Brown Dust                                               | Diana                 | [ 5 ] |
| 2020 | Kingdom of Hero                                          | Astaroth              | [ 5 ] |
| 2020 | Monster Strike                                           | Marta                 | [ 5 ] |
| 2021 | Uma Musume Pretty Derby                                  | Mejiro Ardan          | [ 5 ] |
| 2022 | Heaven Burns Red                                         | Charlotta Skopovskaya | [ 5 ] |
| 2022 | Azur Lane                                                | Pompeo Magno          | [ 5 ] |